# شي لين تونغ
شي لين تونغ مواليد 1936 (بالإنجليزية: Shi Lin Tung)‏ هو عالم نبات صيني.

## نباتات وصفها شي لين تونغ
- حور ثلاثية العروق
- حور شانكسي
- حور شبه لبدي